# Данијел Џексон
Данијел Џексон познат и као Д. Ц. Џексон (енгл. Daniel Jackson, 1980) је шкотски драмски писац.
Његова прва целовечерња представа „Зид“ премијерно је приказана у Трон Театру у Глазгову 2008. године. „Зид” је номинован за неколико водећих националних награда у Шкотској.
У Књажевско-српском театру је играна представа реализована на основу његовог комада Моје бивше моји бивши.

## Дела
- 2008 The Wall, Borderline Theatre Company / Трон Театар
- 2009 The Ducky, Borderline Theatre Company
- 2010 My Romantic History, Bush Theatre
- 2010 The Chooky Brae, Borderline Theatre Company
- 2012 The Marriage of Figaro, Royal Lyceum Theatre, Единбург
- 2013 Threeway, Pleasance Theatre, Единбург
- 2014 Kill Johnny Glendenning, Royal Lyceum Theatre, Единбург